# فوتشو (جيانغشي)
فوتشو، جيانغشى (بالصينية: 抚州市 )‏ هي مدينة على مستوى محافظة، في جمهورية الصين الشعبية، تتبع جيانغشي، تبلغ مساحتها 18,817 كيلومتر مربع، رمزها البريدي هو 344000–344999.

## التقسيمات الإدارية
- Linchuan, Fuzhou [الإنجليزية]‏
- Nancheng County [الإنجليزية]‏
- Lichuan County [الإنجليزية]‏
- Nanfeng County [الإنجليزية]‏
- Chongren County [الإنجليزية]‏
- مقاطعة ليان  [لغات أخرى]‏
- Yihuang County [الإنجليزية]‏
- Jinxi County [الإنجليزية]‏
- Zixi County [الإنجليزية]‏
- Dongxiang, Fuzhou [الإنجليزية]‏
- Guangchang County [الإنجليزية]‏.